# Invasione fatimide dell'Egitto (914-915)
La prima invasione fatimide dell'Egitto ebbe luogo nel biennio 914-915, alcuni anni dopo la costituzione del Califfato fatimide in Ifriqiya del 909. I Fatimidi lanciarono una spedizione in oriente, contro il Califfato abbaside. La spedizione era sotto il comando del generale berbero Habasa ibn Yusuf, il quale riuscì in un primo momento a sottomettere le città sulla costa libica tra l'Ifriqiya e l'Egitto, nonché a espugnare la stessa Alessandria d'Egitto. L'erede al trono fatimide, al-Qa'im bi-amr Allah, a questo punto raggiunse l'esercito per assumere il comando della spedizione. I tentativi di espugnare la capitale egiziana, Fustat, vennero tuttavia respinti dalle truppe abbasidi di stanza nella provincia. Impresa rischiosa fin dal principio, l'arrivo dei rinforzi abbasidi dalla Siria e Iraq sotto il comando di Mu'nis al-Muzaffar condannò al fallimento l'invasione, e al-Qa'im con i resti del proprio esercito fu costretto a evacuare Alessandria e fare ritorno in Ifriqiya nel maggio 915. Il fallimento non impedì ai Fatimidi di sferrare un nuovo vano tentativo di conquistare l'Egitto quattro anni dopo. Fu solo nel 969 che i Fatimidi conquistarono l'Egitto e lo resero il centro del proprio impero.

## Contesto storico
La dinastia fatimide pervenne al potere in Ifriqiya nel 909, allorquando detronizzò la dinastia regnante degli Aghlabidi con il sostegno della tribù Kutama. A differenza dei loro predecessori, che si accontentavano del ruolo di dinastia regionale alle propaggini occidentali del Califfato abbaside, i Fatimidi avevano pretese ecumeniche. In quanto imam della setta sciita degli Ismailiti, e sostenendo di discendere da Fatima, la figlia di Maometto e moglie di Alì, essi consideravano gli Abbasidi, di fede sunnita, alla stregua di usurpatori ed erano determinati a detronizzarli e a prenderne il posto. Pertanto, agli inizi del 910, il leader fatimide, Abdallah, si autoproclamò califfo con il nome di regno di al-Mahdi Billah (r. 909-934).
In linea con tale visione imperialista, in seguito alla presa del potere in Ifriqiya, l'obiettivo successivo dei Fatimidi era l'Egitto, la porta d'accesso al Levante e Iraq, sotto la dominazione dei rivali abbasidi. Il percorso diretto dall'Ifriqiya all'Egitto passava attraverso l'odierna Libia. A parte alcune città sulla costa — Tripoli a occidente e le città della Cirenaica a oriente — si trattava di un territorio sotto la dominazione delle tribù berbere dei Nafusa, Hawwara, Mazata e Luwata. Si trattava di tribù che si erano in parte convertite all'Islam nei secoli precedenti; i Nafusa erano Kharijiti, mentre i Mazata erano solo nominalmente musulmani. Solo in Cirenaica e nei territori più a est esistevano dei veri beduini arabi, che vi erano migrati nel IX secolo.
I Fatimidi sferrarono una prima incursione nella regione nel 911, allorquando i capi dei Kutama devastarono i territori dei Luwata. Nei pressi di Tripoli, che si era sottomessa ai Fatimidi in seguito alla caduta degli Aghlabidi, la tribù Hawwara in breve tempo cominciò a lamentarsi degli abusi perpetrati dai soldati Kutama al soldo dei Fatimidi, nonché per l'accresciuta pressione fiscale. Una prima rivolta e l'assedio della città nel 910–911 fu seguita da una rivolta generale nell'estate 912, che travolse anche la città. Il governatore fatimide fuggì, e tutti i Kutama in città vennero massacrati. L'erede al trono fatimide, al-Qa'im bi-Amr Allah, condusse una spedizione, per terra e per mare, contro gli Hawwara. Dopo la capitolazione di Tripoli nel giugno 913, al-Qa'im affidò a uno dei principali generali Kutama, Habasa ibn Yusuf, il compito di preparare l'ulteriore avanzata ad oriente dell'impero fatimide.
Al-Mahdi Billah aveva speranze di poter attuare un movimento a pinza contro l'Egitto da due fianchi, in quanto la propaganda filofatimide era riuscita negli anni precedenti ad assicurarsi il controllo di gran parte dello Yemen, sotto la leadership di Ibn Hawshab e Ali ibn al-Fadl al-Jayshani. Ma verso la fine del 911, Ibn al-Fadl denunciò al-Mahdi come un impostore, e attaccò il suo ex compagno Ibn Hawshab, che era rimasto leale al sovrano fatimide. Anche se entrambi morirono poco tempo dopo, il loro conflitto indebolì la posizione fatimide nello Yemen, permettendo ai filoabbasidi Yu'firidi di recuperare il terreno perduto, e compromise ogni speranza di poter sferrare un attacco simultaneo all'Egitto dal sudest. Nonostante ciò, i Fatimidi potevano fare affidamento sulla presenza di simpatizzanti in Egitto: nel 904–905, al-Mahdi e la propria famiglia vi avevano vissuto in clandestinità con simpatizzanti sotto la guida del principale missionario (da'i) Abu Ali Hasan ibn Ahmad, prima di trasferirsi nel Maghreb.

## Invasione dell'Egitto
Lo storico ismailita, e di conseguenza filofatimide, del XV secolo, Idris Imad al-Din, fornisce il resoconto più dettagliato della spedizione contro l'Egitto; altre fonti utili per ricostruire gli eventi sono le opere degli storici sunniti al-Tabari e al-Kindi che presentano il punto di vista opposto.

### Conquista della Cirenaica
La spedizione contro l'Egitto fu lanciata il 24 gennaio 914, allorquando l'esercito sotto il comando di Habasa ibn Yusuf partì da Tripoli. L'esercito fatimide seguì il percorso costiero. Le guarnigioni abbasidi di Sirte e Ajdabiya evacuarono le rispettive città senza nemmeno combattere, e il 6 febbraio Habasa entrò a Barqa, la capitale della Cirenaica e "via di accesso all'Egitto". La conquista della Cirenaica permise di rimpinguare le casse dello stato fatimide: la tassa sulla terra (kharaj) ammontava a 24000 dinar da versare agli Abbasidi annualmente, a cui occorre aggiungere i 15000 dinar ricavati dalla jizya pagata dai dhimmi cristiani, oltre che dalle tasse zakat e ushr.
Secondo Imad al-Din, Barqa fu evacuata senza nemmeno una battaglia. Le fonti sunnite sostengono che i Sunniti si resero rei di atrocità ai danni della popolazione e di estorsioni ai danni dei mercanti locali. Secondo tali resoconti Habasa costrinse i mercanti di piccioni locali ad arrostire e mangiare la propria merce, sospettandoli di usare i loro uccelli a fini di spionaggio in favore degli Abbasidi. Pressò i membri della milizia locale araba (la jund) ad arruolarsi nell'esercito fatimide, imponendo al contempo pesanti gravami fiscali alla popolazione cittadina. Inoltre condannò a morte due capitribù dei Mazata, rei di aver teso una imboscata e derubato, nove anni prima, al-Mahdi durante il viaggio in Ifriqiya; anche i loro figli furono uccisi, mentre le loro donne vennero vendute in schiavitù e i loro possedimenti confiscati.
Le notizie della caduta di Barqa in mano fatimide provocarono la reazione delle autorità abbasidi in Egitto che inviarono un esercito contro gli invasori. Gli uomini di Habasa, rafforzati da truppe fresche dall'Ifriqiya, vinsero la battaglia conseguente nei pressi della città combattuta il 14 marzo.

### Presa di Alessandria

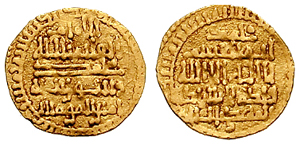
Dinar di al-Qa'im bi-Amr Allah, califfo fatimide dal 934 al 946. In quanto erede al trono, condusse le prime due invasioni fatimidi dell'Egitto

Spronato da tale successo, al-Mahdi inviò in oriente il figlio ed erede, al-Qa'im, alla testa di un ulteriore esercito affinché assumesse il comando della spedizione. Alla testa di una armata comprendente numerosi Kutama nonché membri della jund araba di Ifriqiya, al-Qa'im partì dalla residenza di al-Mahdi a Raqqada l'11 luglio. Arrivò a Tripoli il 1 agosto, scrivendo a Habasa di attendere il suo arrivo prima di invadere l'Egitto propriamente detto. Ignorando tali ordini, tuttavia, l'ambizioso Habasa invase con le proprie truppe l'Egitto; dopo aver sconfitto un esercito abbaside nei pressi di al-Hanniya (nelle vicinanze dell'odierna El Alamein), il 27 agosto 914 fece ingresso ad Alessandria d'Egitto. I Kutama si diressero verso sud lungo il fiume Nilo spingendosi nelle devastazioni fino a Giza, sull'altra sponda del fiume rispetto alla capitale d'Egitto, Fustat. Habasa scrisse al governatore locale, Takin al-Khazari, offrendogli un salvacondotto (aman) in cambio della resa, ma Takin respinse l'offerta. Al-Qa'im arrivò ad Alessandria il 6 novembre 914, dove impose la chiamata alla preghiera fatimide, un governatore Kutama, e un qadi (giudice) ismailita.
Nel frattempo, l'arrivo dell'esercito fatimide ad Alessandria provocò il panico a Baghdad. Fino a quel momento il governo abbaside avevano trascurato alquanto le questioni relative all'Ifriqiya e non avevano dato peso alle rivendicazioni di al-Mahdi, ma i nuovi recenti sviluppi li spinsero ad intervenire, e furono avviate con urgenza delle indagini per appurare le origini e le intenzioni del capo fatimide. Takin richiese con una certa urgenza dei rinforzi, e le province siriane furono mobilitate. Nel settembre 914 cominciarono ad arrivare a Fustat i rinforzi provenienti dalla Siria. A ottobre dello stesso anno, il califfo abbaside al-Muqtadir affidò il comando supremo dell'esercito al ciambellano Mu'nis e lo spedì in Egitto. Per sostenere la spedizione, e alleviare il peso finanziario sulla popolazione egiziana, furono messi a disposizione dalla tesoreria due milioni di dirham d'argento.

### Marcia su Fustat e prima battaglia a Giza
All'inizio di dicembre, mentre le acque del Nilo si ritiravano consentendo agli eserciti il suo attraversamento, l'esercito fatimide partì per Fustat in due colonne: Habasa in avanti, con al-Qa'im in retroguardia. Dal momento che Fustat si trovava sulla sponda orientale del Nilo, e l'unico punto di attraversamento era costituito dal ponte di barche all'Isola di Rawda e Giza, Takin al-Khazari mobilizzò la guarnigione e gli abitanti della città e allestì un accampamento fortificato a Giza.
Il 13 dicembre, il primo allarme fu dato a Fustat, con tutti gli idonei alle armi che si precipitarono al ponte, ma a ciò non seguì alcun attacco. Ciò si ripeté il giorno successivo, ma solo il giorno ancora seguente i Fatimidi attaccarono. Nella battaglia conseguente, prevalsero le truppe abbasidi, in quanto gli arcieri a cavallo turchi di Takin inflissero pesanti perdite ai lancieri Kutama. Le truppe egiziane si lanciarono all'inseguimento dei Kutama nel corso della notte, ma nel corso dell'inseguimento le reclute inesperte caddero in un'imboscata, salvando l'esercito fatimide da una completa disfatta. Gli Egiziani rimasero in tensione, con un ulteriore falso allarme il giorno successivo, ma nei giorni immediatamente successivi si verificarono solo delle schermaglie minori. Nonostante tale insuccesso, alcuni degli egiziani (sia Cristiani Copti sia Musulmani) si misero in contatto con al-Qa'im, implicando la presenza di possibili simpatizzanti e, secondo Heinz Halm, la probabile presenza di un da'i fatimide a Fustat.

### Occupazione fatimide di Fayyum e sconfitta a Giza
Impossibilitato ad attraversare il fiume per raggiungere Fustat, al-Qa'im si mosse, con il grosso della propria armata e aggirando le difese di Takin, nella fertile Oasi del Fayyum, dove poteva trovare vettovaglie. I Kutama in un primo momento saccheggiarono la zona, ma al-Qa'im ripristinò la disciplina e impose alle popolazioni locali delle tasse da pagare regolarmente.
A questo punto, al-Qa'im e Habasa, che erano rimasti sulle retrovie al comando del grosso delle truppe fatimidi a Giza, ebbero un alterco quando al-Qa'im ordinò la sostituzione di Habasa. In data 8 gennaio 915, in una battaglia a larga scala nei pressi di Giza, i Fatimidi subirono una sconfitta decisiva; le fonti fatimidi umanimamente attribuiscono la responsabilità della disfatta ad Habasa, che fuggì dal campo di battaglia, malgrado le esortazioni di al-Qa'im's di combattere fino alla fine. I resoconti filofatimidi sostengono che al-Qa'im lanciò tre assalti al nemico e gli inflisse pesanti perdite, ma tali abbellimenti non possono nascondere il fatto che la battaglia fu una disfatta per i Fatimidi: a causa delle pesanti perdite subite, al-Qa'im fu costretto a ripiegare su Alessandria, dove fece il proprio ingresso il 23 gennaio.

### Ritirata fatimide da Alessandria e rivolta in Cirenaica
Nonostante tale insuccesso, a giudicare dalle lettere al padre e ai sermoni superstitipronunciati ad Alessandria, al-Qa'im non risulta aver perso fiducia nella vittoria finale. Ad Alessandria pronunciò diversi sermoni durante la preghiera del venerdì (khutbah), propagandando la causa fatimide e ismailita. Per un certo periodo si intrattenne in negoziazioni con alcuni disertori egiziani, che gli richiesero un aman e gli prospettarono la capitolazione di Fustat. Sembrerebbe che lo stesso al-Qa'im non fosse del tutto convinto della sincerità di tali proposte, che divennero irrealizzabili quando il comandante supremo abbaside Mu'nis arrivò a Fustat nell'aprile 915. Mu'nis destituì Takin e lo sostituì con Dhuka al-Rumi.
Subito dopo, Habasa con trenta dei suoi seguaci più stretti defezionarono ai danni di al-Qa'im e tornarono in Ifriqiya; allarmato da ciò, al-Qa'im evacuò precipitosamente Alessandria senza nemmeno una battaglia, abbandonando quivi molto del suo armamento ed equipaggiamento. Dhuka occupò la città e vi pose una consistente guarnigione sotto il comando del figlio al-Muzzafar, prima di fare ritorno a Fustat per infliggere punizioni a quei elementi sospettati di corrispondenza con al-Qa'im. Al-Qa'im arrivò a Raqqada il 28 maggio 915. Nelle sue retrovie, la Cirenaica insorse e si liberò dal giogo fatimide; a Barqa, l'intera guarnigione di Kutama fu sterminata. La rivolta fu soffocata solo nel 917, in seguito a un assedio di Barqa durato ben 18 mesi.

## Analisi
L'invasione portò a pesanti perdite per ambedue gli schieramenti: 7 000 truppe fatimidi furono uccise e altre 7 000 furono fatte prigioniere nella sola prima fase del conflitto, mentre nella seconda fase le truppe di Habasa avrebbero perso 10 000 uomini caduti in battaglia. Le perdite subite dalla popolazione egiziana coscritta variano dai 10 000 ai 20 000 deceduti, mentre Imad al-Din sostiene che in totale nel corso del conflitto morirono 50 000 egiziani.
Entrambi gli schieramenti risentirono dell'indisciplina e della mancanza di coesione tra le loro file. Habasa agì ripetutamente senza essersi consultato con al-Qa'im, e commise diverse atrocità ai danni dei civili; il suo abbandono del campo di battaglia condannò al fallimento la spedizione, e al ritorno in Ifriqiya, fu giustiziato. Diverse truppe fatimidi defezionarono, mentre al-Qa'im faticava a imporre la disciplina ai propri uomini, che razziarono il Fayyum. Anche lo schieramento abbaside fu afflitto da defezioni, alterchi tra i comandanti, nonché la volontà di molti egiziani di raggiungere un compromesso con gli invasori fatimidi, fenomeno che portò a brutali repressioni da parte delle autorità abbasidi contro tutti coloro rei di corrispondenza con al-Qa'im.
Tuttavia, in termini strategici, a condannare la spedizione al fallimento fu la mancata espugnazione di Fustat. Si trattava del principale centro amministrativo e urbano del paese, e, secondo il parere dello storico Yaacov Lev, costituiva la "chiave alla conquista dell'Egitto": delle numerose invasioni dell'Egitto verificatesi nel corso del X secolo, furono vittoriose solo quelle in cui la capitale fu espugnata dagli invasori, anche nel caso in cui la maggior parte del territorio non era ancora stato sottomesso.
La spedizione fatimide fu considerata rischiosa anche dai coevi. La dominazione fatimide in Ifriqiya non era ancora stabile e si verificarono costanti rivolte; la marina fatimide era stata distrutta nel 913 nel corso di una di queste rivolte da parte del governatore di Sicilia. Il propagandista fatimide del X secolo al-Qadi al-Nu'man sostiene che al-Qa'im era riluttante a imbarcarsi nella spedizione, e discusse con suo padre nel tentativo di convincerlo a rinviarla. Secondo Michael Brett, l'invasione fatimide fallì soprattutto "perché la spedizione si inoltrò in profondità nell'interno del paese, sulla riva desertica del Nilo dall'altra sponda del fiume rispetto alla capitale egiziana, fronteggiata da una guarnigione che era stata in grado di richiamare le forze dell'impero alle sue spalle". La precarietà della prima spedizione fatimide diventa ancora più lampante se la si mette in confronto con gli elaborati preparativi militari e l'infiltrazione nel paese da parte di agenti fatimidi negli anni immediatamente precedenti la definitiva conquista del 969.
Basandosi su un brano della storia di Ibn Khaldun, l'orientalista olandese Michael Jan de Goeje, che per primo aveva studiato i Carmati del Bahrayn, un ramo dello stesso movimento dal quale ebbero origine i Fatimidi, ha proposto l'esistenza di un'alleanza segreta tra i due, e di un piano coordinato di attacco ai danni degli Abbasidi, con i Carmati che avrebbero attaccato dalle proprie basi prossime alla regione metropolitana abbaside dell'Iraq, e i Fatimidi da ovest. In effetti, i Carmati razziarono i dintorni di Basra nel 913, ma le loro armate erano deboli, e inoltre la teoria di una offensiva coordinata è smentita dal fatto che essi rimasero inattivi quando ebbero luogo le prime due invasioni fatimidi dell'Egitto. Inoltre, le analisi più recenti delle origini dello scisma fatimide-carmato hanno dimostrato le profonde differenze dottrinali tra le due branche ismailite, nonché il profondo sentimento anti-fatimide dei Carmati.

## Conseguenze
Il fallimento della spedizione scosse le fondamenta del regime fatimide facendo vacillare la credenza nella missione divina dell'Imam-Califfo. Di conseguenza, sorse malcontento, in particolare nella sottotribù Kutama dei Malusa, dai quali proveniva Habasa, ora ricercato come un criminale. La sua cattura e imprigionamento portò alla rivolta di suo fratello Ghazwiyya, che aveva svolto un ruolo cruciale nello stabilizzare il regime di al-Mahdi fino a quel momento, e a cui era stato affidato negli ultimi tempi il controllo dell'intero territorio dei Kutama a ovest dell'Ifriqiya. Tuttavia la rivolta fu rapidamente soffocata, e Ghazwiyya ed Habasa furono giustiziati. Quando le loro teste vennero portate al cospetto di al-Mahdi, si narra che avesse esclamato "Una volta queste teste avvolgevano l'oriente e l'occidente; e ora sono contenute all'interno di questa cesta!".
Malgrado tale fallimento, i Fatimidi lanciarono una seconda invasione nel 919, anch'essa respinta. Se si eccettua un'intromissione, peraltro di breve durata, nei conflitti interni tra le fazioni militari in Egitto nel 935, fu solo nel 969 che fu intrapresa un'ulteriore seria invasione. Nel frattempo il califfato abbaside, indebolito dalle costanti lotte per il potere tra le fazioni rivali della burocrazia, corte e esercito, e privato delle province periferiche per iniziativa di ambiziosi dinasti locali che si resero indipendenti, si era avviato verso un irreversibile declino, con i califfi abbasidi ridotti a pedine impotenti dei Buyidi; al contrario il regime fatimide si era rafforzato militarmente e disponeva di un esercito imponente e disciplinato. Con questi presupposti, questa volta ai Fatimidi fu opposta ben poca resistenza, e l'Egitto fu conquistato.